# إنغريد بيترز
إنغريد بيترز (بالألمانية: Ingrid Peters) (و. 1954  م) هي مغنية ألمانية، شاركت في مسابقة الأغنية الأوروبية 1986.

## جوائز
حصلت على جوائز منها:
- Saarland Order of Merit [الإنجليزية]‏.

## وصلات خارجية
- إنغريد بيترز على موقع IMDb (الإنجليزية)
- إنغريد بيترز على موقع ميوزك برينز (الإنجليزية)
- إنغريد بيترز على موقع ديسكوغز (الإنجليزية)

- إنغريد بيترز في قاعدة بيانات الأفلام على الإنترنت